# Cuisine limousine

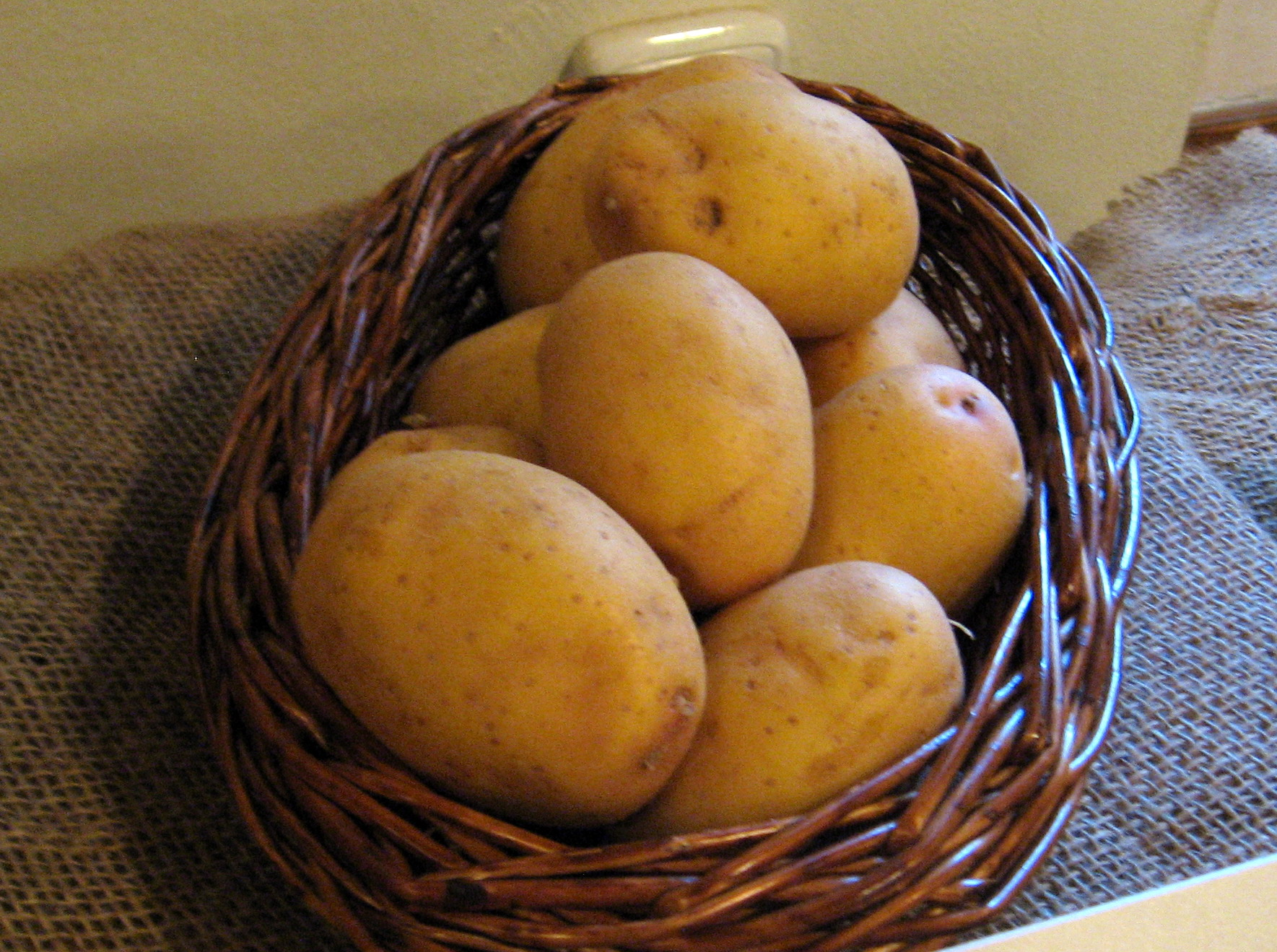
La pomme de terre est un aliment de base de la cuisine limousine…

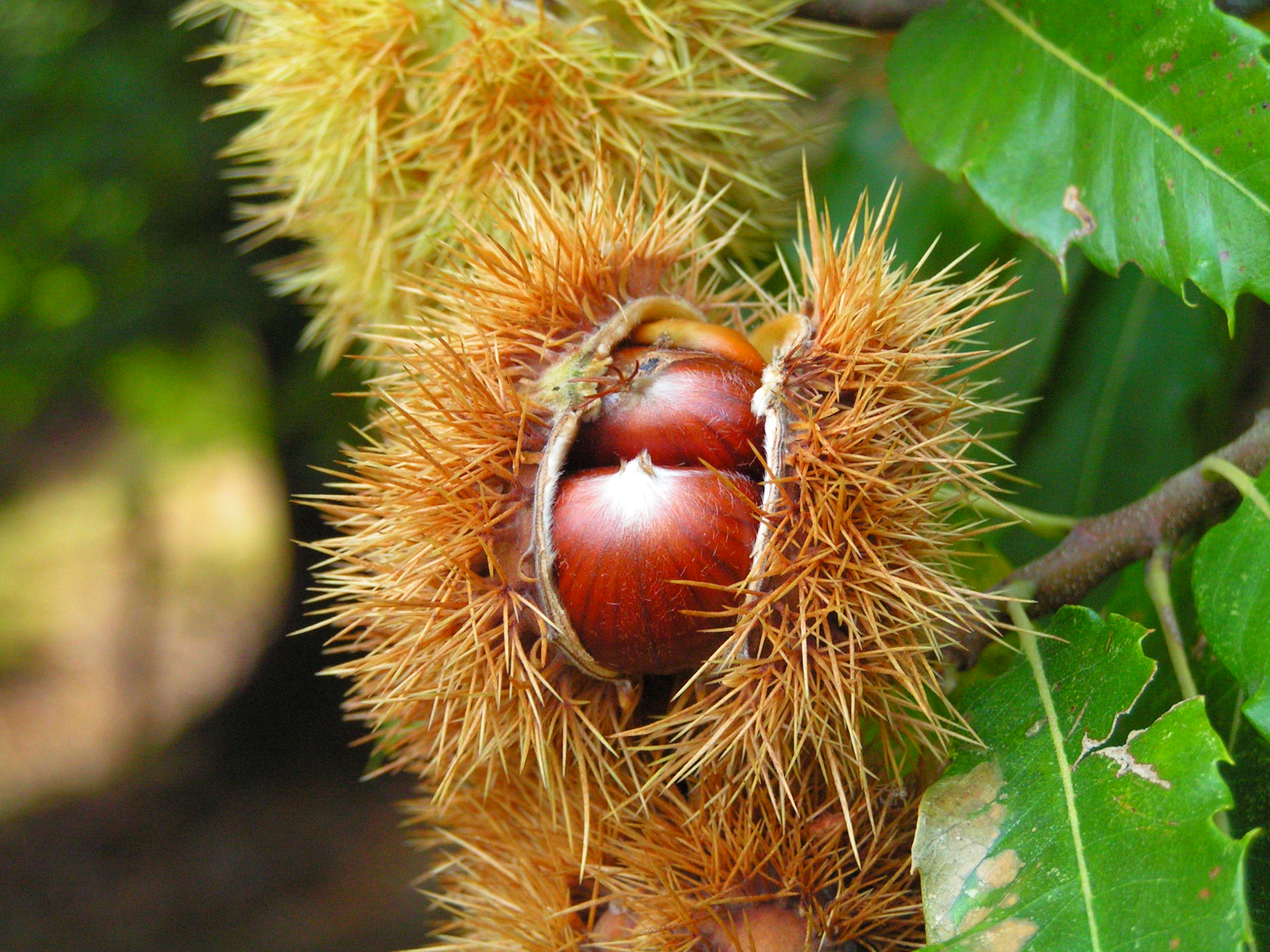
… tout comme la châtaigne.

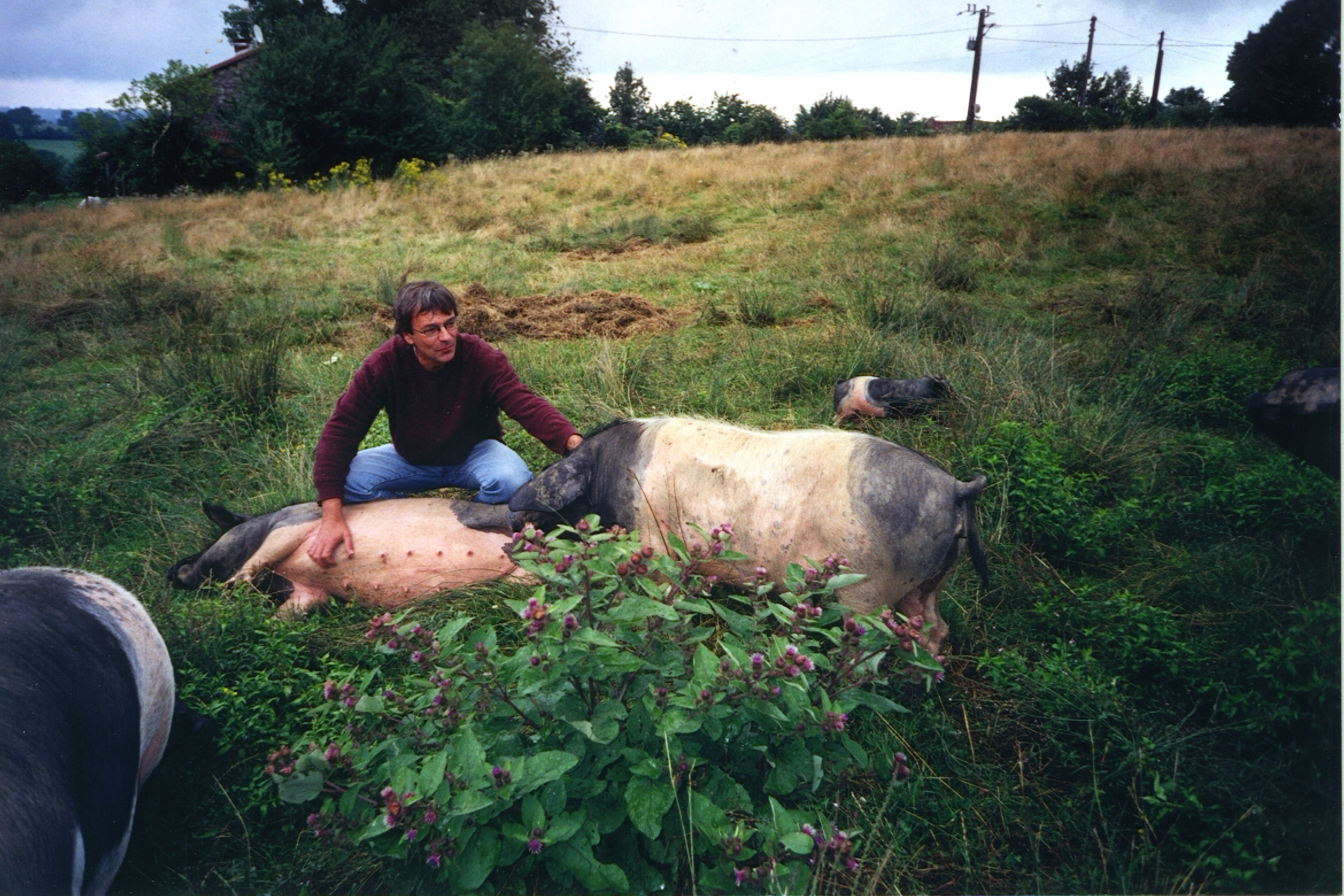
Porcs cul-noir.

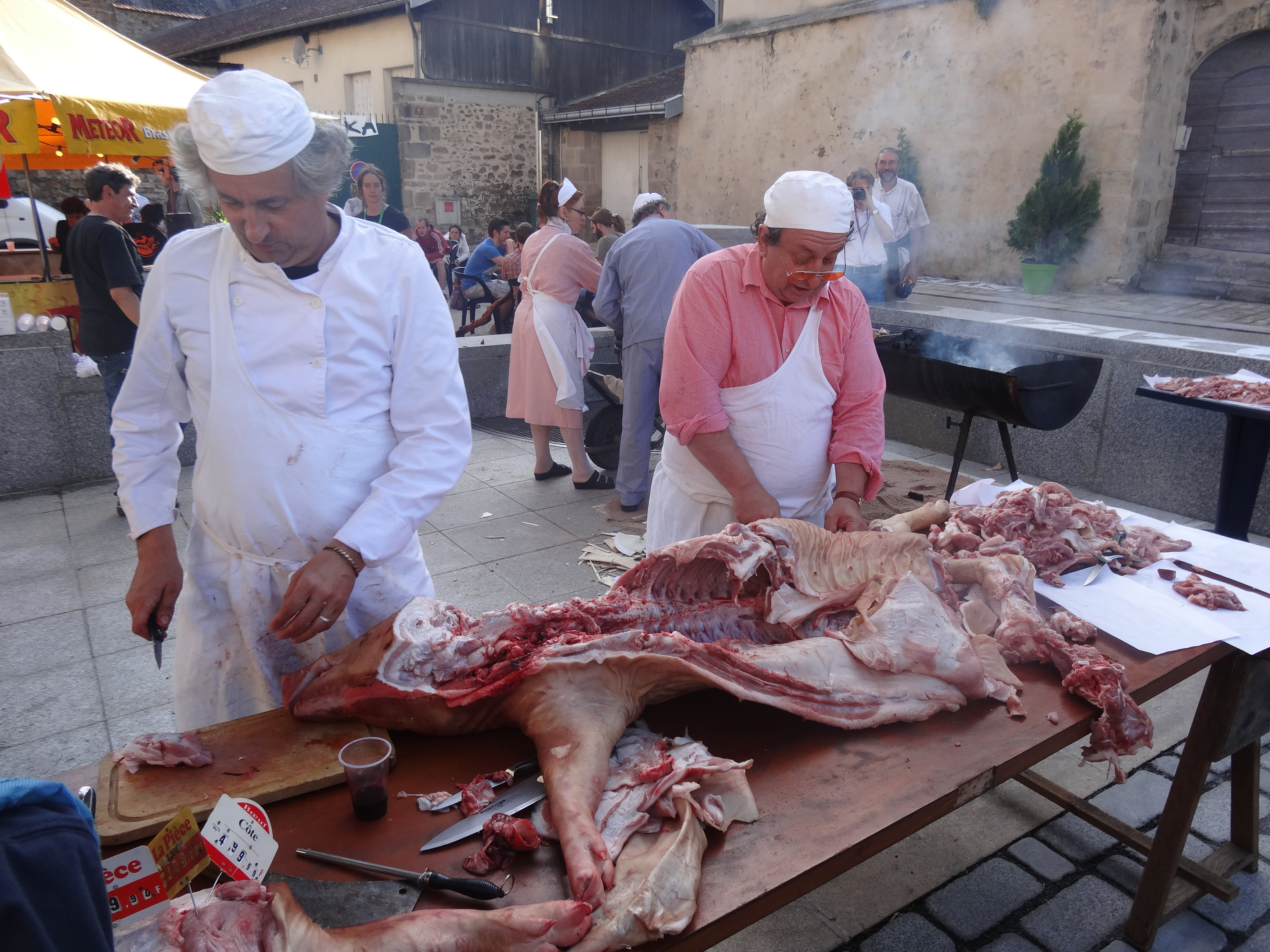
Cuisine du porc.

La cuisine du Limousin s'appuie sur des produits spécifiques : le bœuf de race limousine, le porc du Limousin (dont la race emblématique cul-noir) et le mouton cul-blanc de race limousine, dont est issue l'IGP Agneau du Limousin.
Elle fait également grand usage des myrtilles, des châtaignes, des champignons et des pommes de terre. Le Limousin appartenant au Grand Sud-Ouest français, la gastronomie locale bénéficie également des influences de la cuisine gasconne et périgourdine, notamment autour des confits.

## Quelques spécialités

### Entrées
- Foie gras : de canard ou d'oie. Si le Limousin n'est pas une grande région productrice de foie gras commercialisé, le foie gras se fabrique dans de nombreuses familles pour la consommation personnelle. Il est également produit par de nombreux agriculteurs ou producteurs artisanaux.
- Grattons (parfois au singulier ainsi qu'avec un seul t), en Creuse, à ne pas confondre avec les fritons. Il s'agit d'un pâté à base de lard, de panne de porc et de persil, d'ail et d'autres herbes selon les recettes familiales. On mange les grattons sur une tartine de pain ou avec un tourtou. Ils sont parfois appelés grillons, à ne pas confondre avec le mets ci-après.
- Grillons de porc : rillettes locales.

### Soupes
- Bourriquette : œuf poché sur une soupe d'oseille.
- Bréjaude : soupe de lard aux légumes (chou, navets, pommes de terre, carottes…).
- Fricassée au tourain : soupe de lard et d'oseille.
- Potée limousine.
- Chabrot : fait de boire du vin rouge mélangé au fond de son assiette de potage, de bouillon ou de soupe.

### Plats
- Amourettes ou couilles de mouton.
- Boudin noir aux châtaignes.
- Enchaud : porc confit dans de la graisse d'oie ou de canard.
- Farcidure : plat très nourrissant et très savoureux, à base de pommes de terre, de pain rassis, d'ail, de persil… Il existe également des variantes comportant de la viande.
- Fondu creusois : fondue de fromage de vache de pays (ou de camembert, à défaut), où l'on trempe des pommes de terre sautées ou des frites, et que l'on accompagne parfois d'une omelette.

- Langue de mouton fumée.

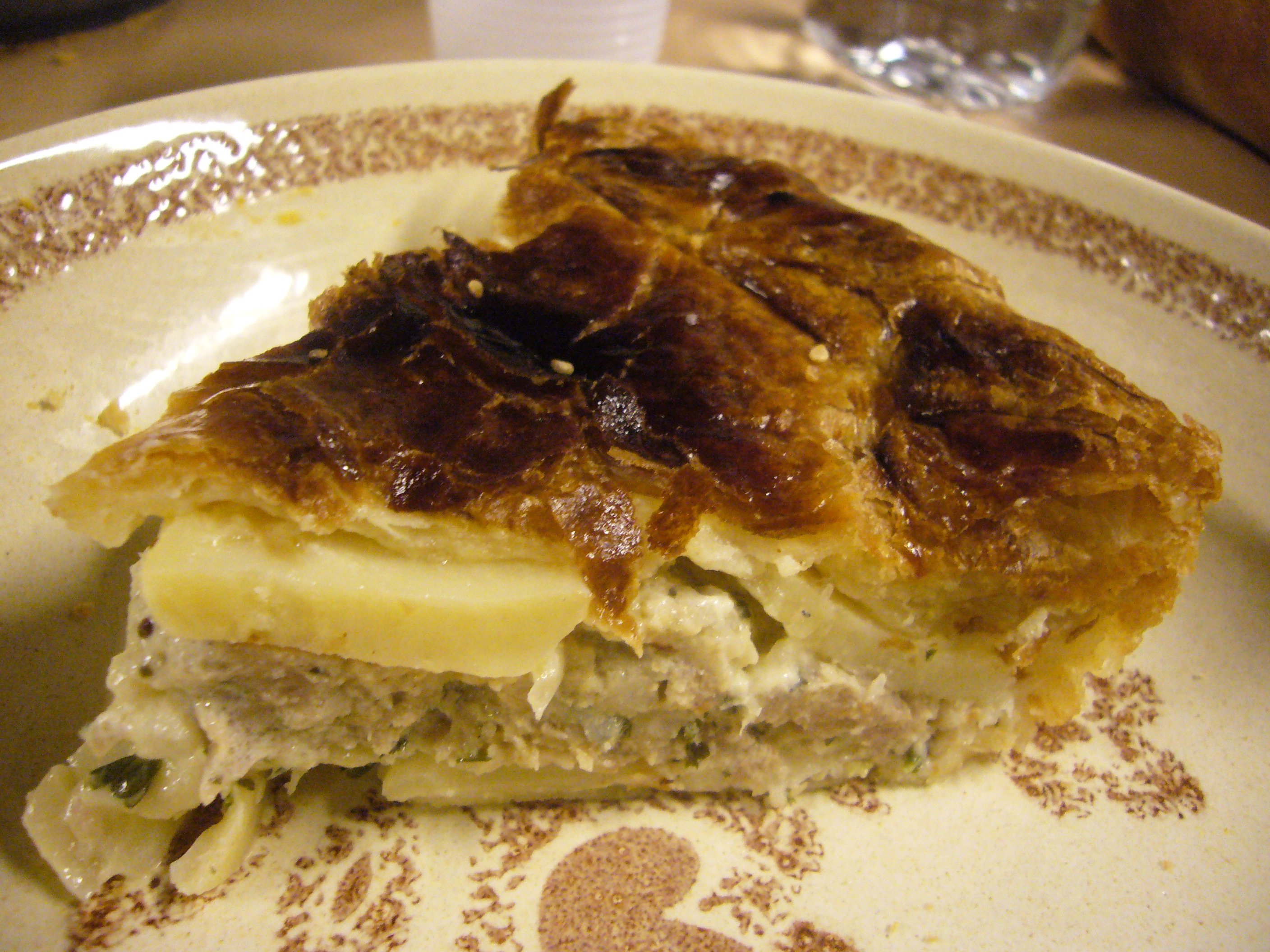
Une part de pâté de pommes de terre.

- Millassou ou mounassou : en Corrèze, gâteau de pommes de terre, de porc et d'échalotes ; à ne pas confondre avec le Millassou landais ou périgourdin, qui sont des gâteaux à base de farine ou de semoule de maïs et de pommes ou de citrouille.
- Mique : farce dure, pâte à pain cuite à l'eau (tout le monde n'avait pas de four à pain à disposition). De nos jours, la pâte à pain est agrémentée d'œuf et de lait.
- oseille : bouillie à base d'oseille, farine, lait et œuf.
- Pâté aux pommes de terre, ou tourte aux pommes de terre, en occitan limousin pastis de treflas, ou pastis de pompiras (prononcer « pâti dé tréfla, dé poumpira ») : pâté de pomme de terre, assaisonné à l'ail et au persil.
- Tourtière (ou « pâté de pommes de terre-viande ») : plat équivalent au pâté de pomme de terre, mais avec de la viande en Haute-Vienne, sans viande en Creuse, avec ou sans viande en Corrèze, et toujours à la crème.
- Tourtous, ou galétous : crêpes de blé noir ou sarrasin.

Comme dans toute la France, les recettes provenant d'autres régions sont accommodées selon les produits locaux. Ainsi, les escargots à la limousine, ou la morue à la briviste sont entrés dans la gastronomie locale traditionnelle.

### Fromages

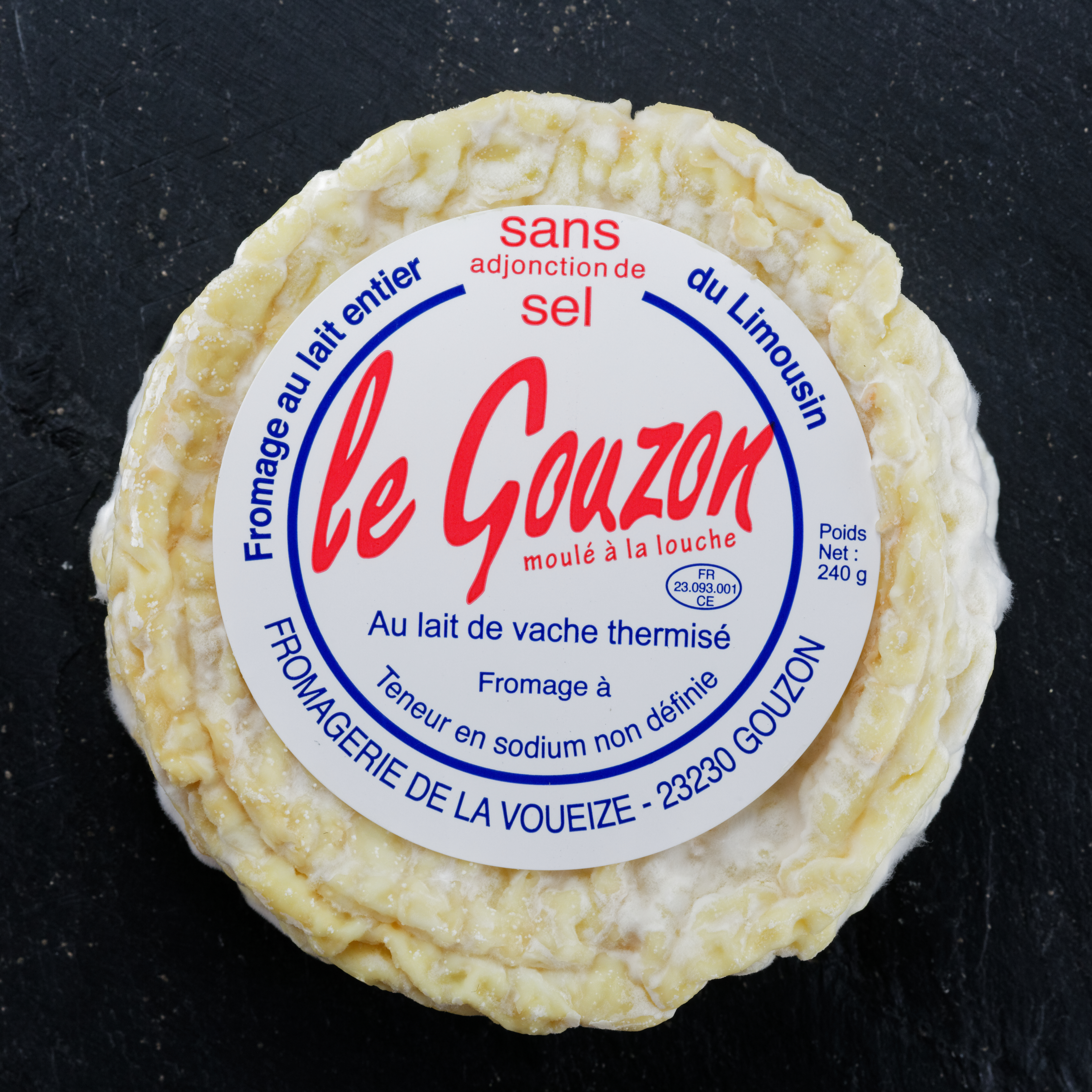
Fromage de vache « Le Gouzon », produit en Creuse.

Le Limousin possède quatre AOC fromagères :
- Cantal (sept communes de la Corrèze possèdent l'AOC[3] : Auriac, Latronche, Neuvic, Rilhac-Xaintrie, Saint-Julien-aux-Bois, Saint-Privat et Soursac)
- Bleu d'Auvergne (cent-dix-sept communes de la Corrèze possèdent l'AOC[4] : Aix , Albussac , Altillac , Argentat , Astaillac , Auriac , Bassignac-le-Bas , Bassignac-le-Haut , Beaulieu-sur-Dordogne , Bilhac , Bort-les-Orgues , Branceilles , Brivezac , Camps-Saint-Mathurin-Léobazel , Champagnac-la-Prune , (La) Chapelle-aux-Saints , (La) Chapelle-Saint-Géraud , Chauffour-sur-Vell , Chaveroche , Chenailler-Mascheix , Chirac-Bellevue , Clergoux , Collonges-la-Rouge , Confolent-Port-Dieu , Couffy-sur-Sarsonne , Courteix , Curemonte , Darazac , Espagnac , Eygurande , Feyt , Forgès , Goulles , Gros-Chastang , Gumond , Hautefage , Lafage-sur-Sombre , Lagleygeolle , Lamazière-Basse , Lamazière-Haute , Lapleau , Laroche-près-Feyt , Latronche , Laval-sur-Luzège , Liginiac , Lignareix , Ligneyrac , Liourdres , Lostanges , Marcillac-la-Croisille , Marcillac-la-Croze , Margerides , Ménoire , Mercœur , Merlines , Mestes , Meyssac , Monceaux-sur-Dordogne , Monestier-Merlines , Monestier-Port-Dieu , Neuvic , Neuville , Noailhac , Nonards , Palisse , Puy-d'Arnac , Queyssac-les-Vignes , Reygade , Rilhac-Xaintrie , (La) Roche-Canillac , Roche-le-Peyroux , Saillac , Saint-Angel , Saint-Bazile-de-la-Roche , Saint-Bazile-de-Meyssac , Saint-Bonnet-Elvert , Saint-Bonnet-les-Tours-de-Merle , Saint-Bonnet-près-Bort , Saint-Chamant , Saint-Cirgues-la-Loutre , Saint-Étienne-aux-Clos , Saint-Étienne-la-Geneste , Saint-Exupéry-les-Roches , Saint-Fréjoux , Saint-Geniez-ô-Merle , Saint-Hilaire-Foissac , Saint-Hilaire-Luc , Saint-Hilaire-Taurieux , Saint-Julien-aux-Bois , Saint-Julien-le-Pèlerin , Saint-Julien-Maumont , Saint-Julien-près-Bort , Saint-Martial-Entraygues , Saint-Martin-la-Méanne , Saint-Merd-de-Lapleau , Saint-Pantaléon-de-Lapleau , Saint-Pardoux-la-Croisille , Saint-Pardoux-le-Neuf , Saint-Pardoux-le-Vieux , Saint-Paul , Saint-Privat , Saint-Sylvain , Saint-Victour , Sainte-Marie-Lapanouze , Sarroux , Sérandon , Servières-le-Château , Sexcles , Sioniac , Soursac , Thalamy , Tudeils , Turenne , Ussel , Valiergues , Végennes et Veyrières)]
- Salers (deux communes de la Corrèze possèdent l'AOC[5] : Pandrignes et Rilhac-Xaintrie)]
- Rocamadour (cinq communes de la Corrèze possèdent l'AOC[6] : Chartrier-Ferrière , Chasteaux , Estivals , Nespouls et Turenne)]

Les exploitations locales produisent également de manière artisanale d'autres fromages fermiers :
- Tommes de vaches
- Tommes de chèvres
- Fromages de chèvre, dont le Figou
- Divers fromages de vache (Lo Coupi, Lou Brayo, Lou Correzon, Lou Limouson…), fabriqués à Gouzon, en Creuse
- Pavé corrézien
- Tome de Brach, au lait de brebis

### Fruits et desserts

#### Desserts

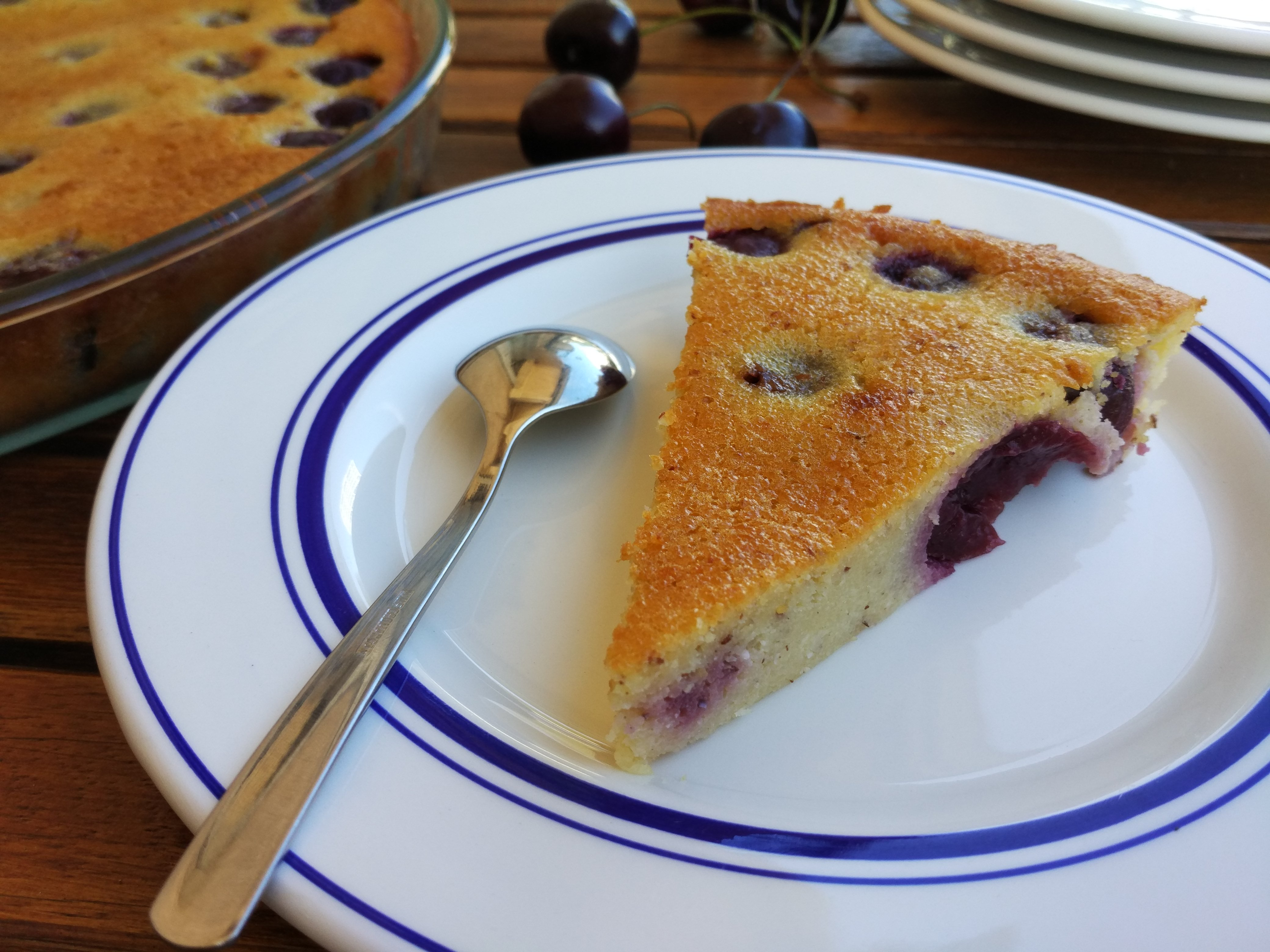
Le clafoutis, dessert emblème du Limousin.

- Aréna : gâteau aux amandes, spécialité de Saint-Junien.
- Bouligou : crêpe aux pommes.
- Canole : biscuit torsadé fabriqué à Rochechouart.
- Clafoutis : gâteau aux cerises, ou aux prunes non dénoyautées recouvertes d'un appareil à flan. L'emblème de la cuisine régionale.
- Cornue : brioche à trois branches, réalisée pour les Rameaux et Pâques.
- Craquelins de Châlus.
- Flan limousin : dessert de fruits cuits, pommes, raisins, amandes, noix.
- Flaugnarde : genre de clafoutis, mais contenant d'autres fruits, tels que pommes (du Limousin !) ou myrtilles.
- Gargouillau : gâteau aux poires.
- Gâteau creusois : gâteau aux noisettes. Des recettes aux noix, au chocolat, à la noix de coco existent sur le marché.
- Macaron du Dorat.
- Madeleines Bijou.
- Massepains de Saint-Léonard-de-Noblat : sortes de macarons lorrains (différents des macarons parisiens, qui sont formés de deux pièces séparées d'une ganache parfumée et sucrée).
- Poirat : gâteau aux poires.
- Pompes : crêpes.
- Rédorte[7] d'Aixe-sur-Vienne : gâteau disparu depuis le XIXe siècle.
- Treipaïs : création récente des pâtissiers régionaux, gâteau au chocolat, aux noisettes et aux châtaignes.

#### Fruits
- Châtaigne
- Diverses associations s'efforcent d'entretenir l'existence des anciennes variétés de pommes
- Fraise de Beaulieu-sur-Dordogne
- Noix
- Noix du Périgord (AOC)
- Pomme du Limousin (AOC)

### Boissons
- Bière limousine
- Cidre limousin
- Eau gazeuse de la Fonquebure
- Jus de pommes
- Limonade Dédé Deléron
- Liqueur de châtaigne
- Vin de Corrèze (AOC)
- Vin rosé de Verneuil-sur-Vienne
- Feuillardier
- Salers

### Autres
- Moutarde Delouis
- Moutarde violette de Brive

## Manifestations

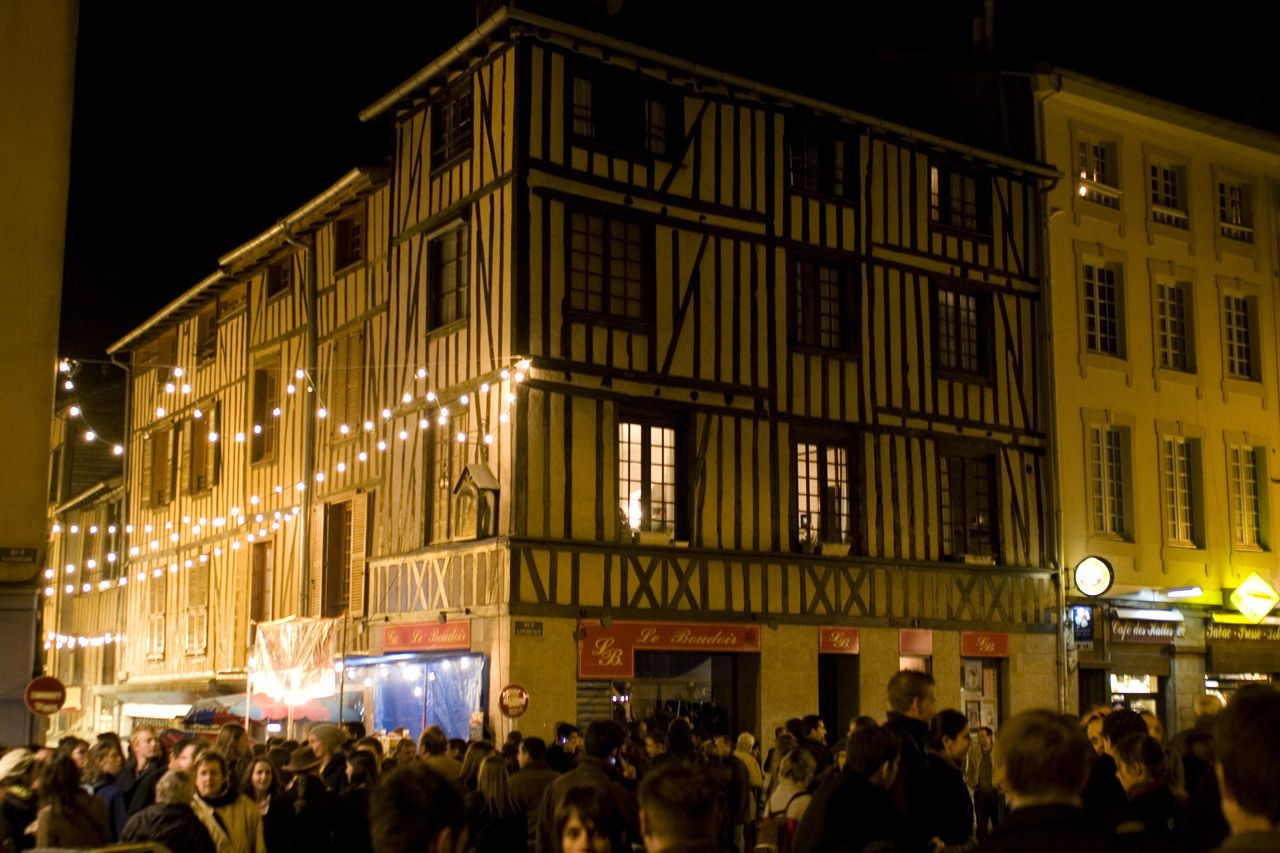
La Frairie des Petits Ventres.

- Frairie des Petits Ventres

## Littérature
- Laurent Bourdelas, Plaidoyer pour un limogeage. Un territoire de l'intime, Lucien Souny, 2001, 78 p.  (ISBN 9782911551697).
- Dominique de Lastours, Histoire de l'Académie des Psychologues du Goût, le premier centenaire 1922-2022, Lampsaque, 2022, 388 p.  (ISBN 978-2-911825-27-9).
- Marie-Sophie du Montant, Recettes gourmandes du Limousin, La Crèche, Geste, 2007, 176 p. (ISBN 978-2-8456-1373-7)
- Régine Rossi-Lagorce, Les 5 saisons de Régine Rossi-Lagorce, Limoges, Éditions Mon Limousin, coll. « Gastronomie Limousine », 2021, 208 p. (ISBN 978-2-490710-232, lire en ligne) :« Si aujourd’hui, cuisiner avec du foin ou des herbes séchées est à la mode, ce fut un mode de cuisson « obligatoire » pour bien des femmes. Obligatoire ? En effet, les femmes cuisinaient souvent des raves et des choux, légumes peu faciles à digérer. Pour faciliter cette digestion et pour donner une autre saveur à ces légumes, elles les faisaient mijoter sur un lit de foin ou d’herbes séchées, dont la bruyère. »
- Régine Rossi-Lagorce, Mes Vagabondages culinaires, Limoges, Éditions Mon Limousin, coll. « Les Abécédaires du Limousin », 2019, 112 p. (ISBN 978-2-4907-1006-5)
- Régine Rossi-Lagorce, Dictionnaire gourmand du Limousin et d’ailleurs, Limoges, Éditions Mon Limousin, coll. « Savoirs Limousins », 2024, 296 p. (ISBN 9782490710485)
- Françoise De Goustine, Luc De Goustine, Robert Joudoux  (Préface), Lo Topin de la Marieta ou la Bonne Cuisine en Limousin, éditeur Françoise & Luc de Goustine.
- Jean Pierre Poulain, Yvon Guimbail (photos), Le Limousin gourmand, Éditions Privat, 1985,  (ISBN 9782708990210)
- Charlou Reynal, Dictionnaire de la cuisine Limousine, 1995, Bonneton,  (ISBN 2862531790)